# (3307) Athabasca
Pour les articles homonymes, voir Athabasca.
(3307) Athabasca est un astéroïde de la ceinture principale.

## Description
(3307) Athabasca est un astéroïde de la ceinture principale. Il fut découvert le 28 février 1981 à Siding Spring par Schelte J. Bus. Il présente une orbite caractérisée par un demi-grand axe de 2,26 UA, une excentricité de 0,10 et une inclinaison de 6,4° par rapport à l'écliptique.

## Compléments